# Thouarella tenuisquamis
Thouarella tenuisquamis är en korallart som beskrevs av Kükenthal 1907. Thouarella tenuisquamis ingår i släktet Thouarella och familjen Primnoidae. Inga underarter finns listade i Catalogue of Life.